# Idiotype
 (mai 2017).
Si vous disposez d'ouvrages ou d'articles de référence ou si vous connaissez des sites web de qualité traitant du thème abordé ici, merci de compléter l'article en donnant les références utiles à sa vérifiabilité et en les liant à la section « Notes et références ».
L'idiotype, du grec « particulier, forme », est une caractéristique retrouvée chez de rares individus d'une même espèce.
Cette notion a été développée, par Jacques Oudin (biologiste) en particulier, lors de l'étude des spécificités antigéniques des immunoglobulines.
Un idiotype est une conformation caractéristique de la partie variable de l'immunoglobuline, partie variable dite Fab (fragment antigen binding) permettant la reconnaissance spécifique d'un antigène.
L'idiotype est donc caractéristique de l'immunoglobuline produite par le clone cellulaire de plasmocytes développé à la suite d'une stimulation antigénique.